# Табличка из Киша

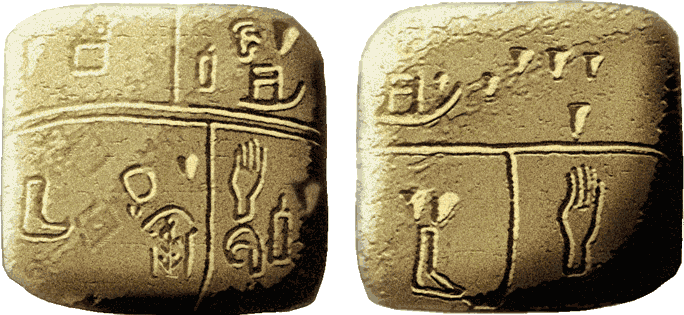
Таблички из Киша

Табличка из Киша — табличка из известняка, обнаруженная при раскопках Телль аль-Ухаймира в провинции Бабиль, Ирак, где ранее находился шумерский город Киш. Распространена датировка около 3500 г. до н. э. (средний Урукский период), что делает её древнейшим известным памятником шумерского письма, однако существует более поздняя датировка периодом 3300—3100 гг. до н. э.
. Слепок с таблички хранится в коллекции Эшмолеанского музея в Оксфорде, оригинальная табличка хранилась в Национальном музее Ирака.
Надпись на табличке выполнена примитивными клинописными знаками; Питер Стирнс называет её древнейшим письменным документом. Состав знаков данной таблички по характеру скорее более пиктографический, отражая переходную стадию от протописьменности к частично слоговому клинописному письму. Несколько сот глиняных табличек, обнаруженных в Уруке (большая часть датируется 3200—3100 гг. до н. э.), столь же трудны для прочтения, как и табличка из Киша, но, по мнению Стирнса, представляют собой хозяйственные записи. Первые документы, написанные несомненно на шумерском языке, происходят из Джемдет-Насра (культура раннего бронзового века) и датируются 3200—3100 гг. до н. э. Практически все они, по Стирнсу, представляют собой хозяйственные записи.